# 托迪昆托
托迪昆托（Q. XVIII Tor di Quinto）是意大利罗马的第 18新城分区，由首字母Q. XVIII标识。

## 地理
托迪昆托的北面与托迪昆托郊区分区 (S. I) 和格罗塔罗萨乡村分区 (Z. LVI) 接壤。 
东面与瓦尔梅莱纳乡村分区 (Z. I) 接壤。 
南面与帕廖利 新城分区(Q. II) 接壤。 
西面与 德拉维多利亚 新城分区(Q. XV) 接壤。 

## 教堂
吾主耶稣基督宝血堂